# Чуднівський замок
Чуднівський замок — зруйнована оборонна споруда в м. Чуднів Житомирського району Житомирської області, розташовувався на скелястому схилі, на правому березі річки Тетерів. Форму замку не встановлено, оскільки на місці замку не було проведено за великий проміжок часу жодного археологічного дослідження.

## Історія

Герб Чуднова на якому розміщено дві вежі та стіну чуднівського замку.

У XVI—XVII століттях неабиякий вклад у будівництво фортифікаційних споруд внесли окремі магнатські родини, як українські, так, пізніше, і польські. Займаючи, як правило, важливі адміністративні посади, вони були безпосередньо зацікавлені у будівництві потужних міських укріплень та замків. Костянтин Острозький ще на початку XVI століття створив у своїх володіннях на Київщині цілу низку укріплених міст, що повинні були стати на перешкоді руйнівним татарським наскокам. У 1507 році він домігся дозволу збудувати новий замок і в Чуднові. Оскільки на час спорудження уже існувала Чуднівська фортеця, замок повинен був органічно вписатися в систему оборонних споруд фортеці, посилюючи їх. Замок складався з міського муру, в'їзної вежі зі стрільницями, ратуші, фортечної вежі. Фортечну стіну з двома вежами відтворено на Чуднівському міському гербі. Між ними людська рука в латах із шаблею, це відображає одну з легенд, згідно з якою невелика кількість захисників фортеці зуміла оборонити її від численного татарського війська. Чуднівський замок розташовувався на правому березі річки Тетерів, на крутому пагорбі. Він мав форму майже правильного кола, огородженого стіною. В середині укріплення, під захистом стін, розміщувалося кілька окремих споруд. Завдяки крутим схилам замок був добре захищений з усіх сторін. Вхід до нього, очевидно, охоронявся двома вежами і був розташований у західній його частині. До входу вела дорога, яка розпочиналася на схід від замку і по під північною його стіною вела до східних воріт. Таке розташування входу та дороги давало можливість тримати під обстрілом небажаних гостей. Територія за замком на схід та південний схід від нього була обмежена з усіх сторін урвищами, валами і ровом. По верхній частині валів та урвищ були встановленні дерев'яні оборонні споруди. Залишки оборонних споруд Чуднівської фортеці та замку збереглися до наших часів.